# Festuca vaginalis
Festuca vaginalis är en gräsart som först beskrevs av George Bentham, och fick sitt nu gällande namn av Simon Laegaard. Festuca vaginalis ingår i släktet svinglar, och familjen gräs. IUCN kategoriserar arten globalt som livskraftig.
Artens utbredningsområde är Ecuador. Inga underarter finns listade i Catalogue of Life.